# Wilhelm Buck

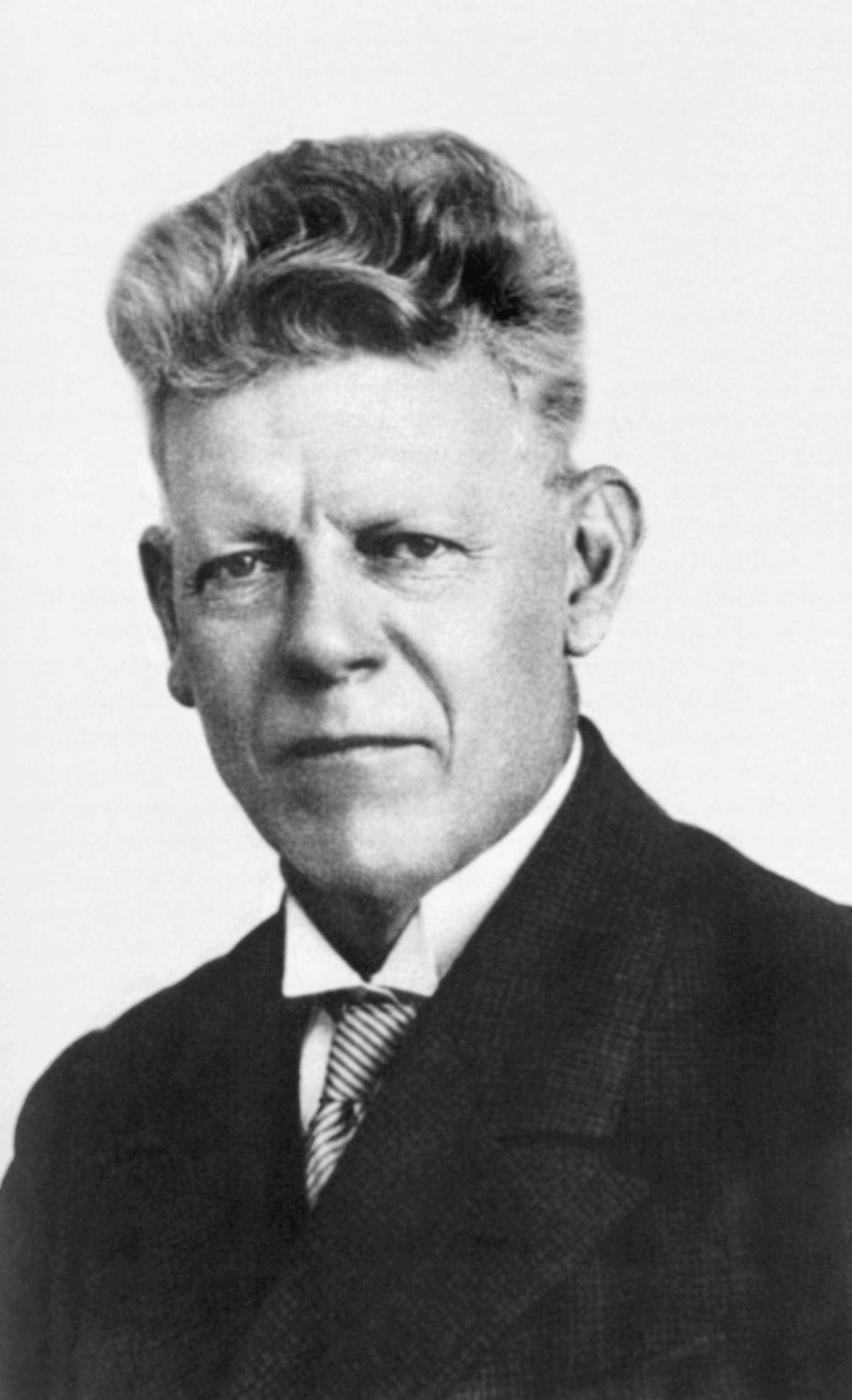
Wilhelm Buck

Johann Wilhelm Buck (* 12. November 1869 in Bautzen; † 2. Dezember 1945 in Radebeul) war ein deutscher Politiker (SPD). Er war 1913–1918 und 1920–1924 Mitglied des Reichstages und 1919/20 der Weimarer Nationalversammlung. Von der Novemberrevolution 1918 bis Oktober 1919 war er sächsischer Volksbeauftragter bzw. Staatsminister für Kultus, von Mai 1920 bis März 1923 Ministerpräsident des Freistaates Sachsen.

## Leben und Wirken
Buck wurde 1869 als Sohn sorbisch-evangelischer Eltern in der Seidau vor den Toren Bautzens geboren, sein Vater war Fuhrwerksbesitzer und Landpächter. Noch vor seinem ersten Schuljahr siedelte die Familie nach Dresden um. Dort war Buck nach der Volksschule und Lehre bis 1905 Stuckateurgehilfe. 1887 trat er der SPD bei. Er schloss sich den freien Gewerkschaften an, war von 1892 bis 1904 Vertrauensmann der Stuckateure und von 1900 bis 1905 Beisitzer beim Schiedsgericht für Arbeiterversicherung. Im Jahr 1905 wurde er erst Gewerkschaftssekretär und dann ab 1907 Arbeitersekretär in Dresden, diese Position behielt Buck bis 1918. 
Für die SPD saß er von 1908 bis 1917 in der Dresdner Stadtverordnetenversammlung und 1917/1918 im Stadtrat. Nach einer vergeblichen Kandidatur bei der Reichstagswahl 1912 im Reichstagswahlkreis Königreich Sachsen 3 zog Buck bei einer Nachwahl infolge des Todes seines Parteikollegen August Kaden 1913 für den 4. Sächsischen Wahlkreis (Dresden rechts der Elbe) ins Parlament ein, dem er bis zum Ende des Kaiserreichs angehörte. 
Während der Novemberrevolution bis Oktober 1919 war Buck zunächst Volksbeauftragter und dann Staatsminister für Kultus des Freistaats Sachsen. Im Januar 1919 wurde er als Vertreter des Wahlkreises Sachsen 1 in die Verfassunggebende deutsche Nationalversammlung gewählt. Während der 1. Wahlperiode der Weimarer Republik (1920–1924) gehörte er für Dresden-Bautzen erneut dem Reichstag am. 
Vom 5. Mai 1920 bis 21. März 1923 stand Buck als Ministerpräsident des Freistaats Sachsen drei Regierungen vor (bis Dezember 1920 Koalition von SPD und liberaler DDP, dann mit der linken USPD, nach der Wiedervereinigung der Sozialdemokratie 1922 SPD-Alleinregierung). Damit war er auch Mitglied des Reichsrats. Anschließend war Buck bis zu seiner Entlassung durch die Nationalsozialisten 1933 Kreishauptmann (entspricht einem Regierungspräsidenten) in Dresden. Darüber hinaus gehörte er von 1924 bis 1929 dem Verwaltungsrat der Deutschen Reichsbahngesellschaft an. 
Im Mai 1926 wurde Buck – wie Max Heldt und die Mehrheit der Landtagsfraktion – aus der SPD ausgeschlossen und wurde Mitbegründer der Alten Sozialdemokratischen Partei Deutschlands (ASPD) sowie Vorsitzender der Partei. Für diese Partei saß Buck von 1929 bis 1930 im Sächsischen Landtag.

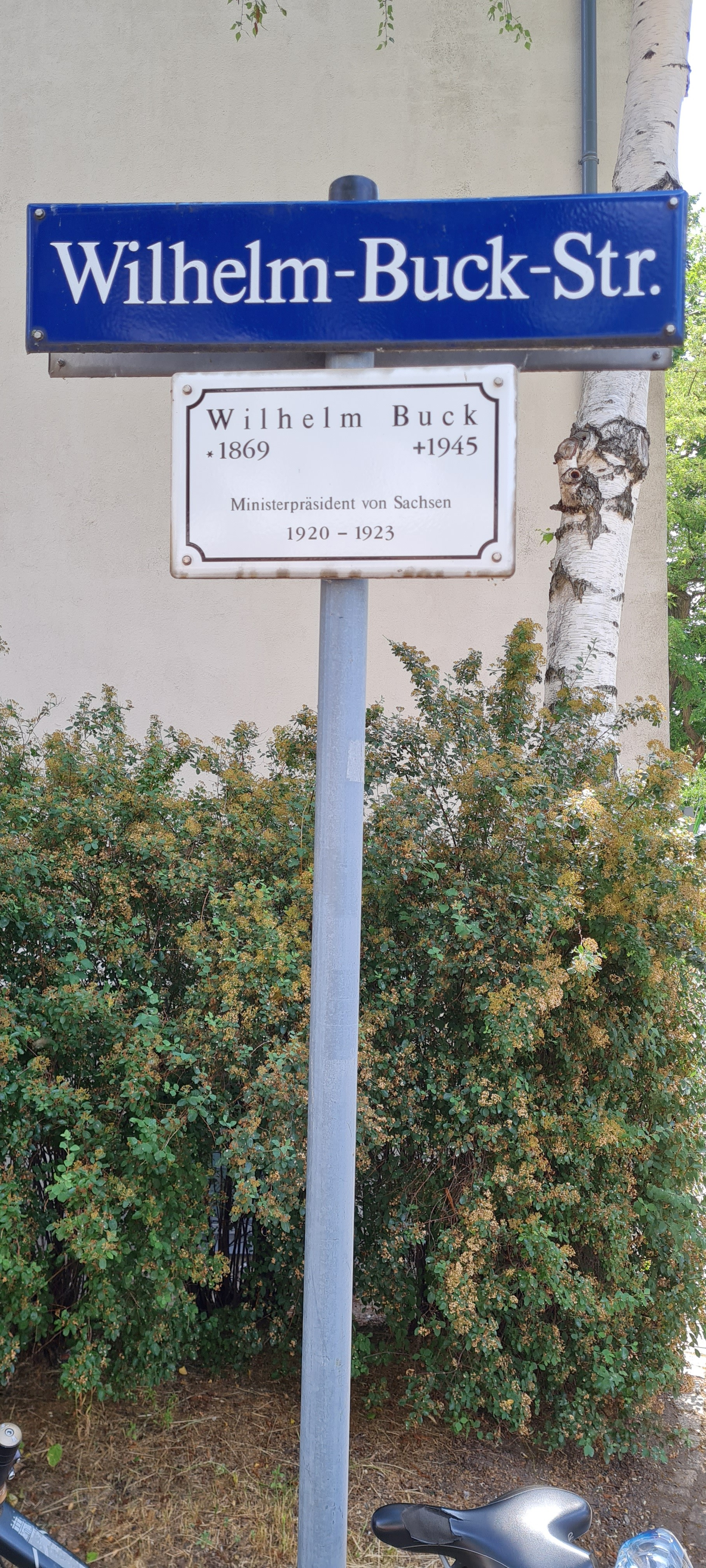
Straßenschild Wilhelm-Buck-Straße, Dresden

## Ehrungen
Nach ihm ist die Wilhelm-Buck-Straße am Carolaplatz im Regierungsviertel in der Inneren Neustadt Dresdens benannt. Zudem ziert ein Denkmal-Grabstein den St.-Pauli-Friedhof.

## Werke
- Was ist im deutschen Volksstaat erreicht? Gedruckter Vortragstext. Dresden 1919.